# Присъединяване на Трансилвания към Румъния
Присъединяването на Трансилвания към Румъния е историческо събитие, което започва 1 декември 1918 г. по време на разпадането на Австро-Унгария, на който ден на конгрес на румънците от Трансилвания в град Алба Юлия, делегатите решават да присъединят територията ѝ към Кралство Румъния.
Обединението е улеснено от избухналия комунистически метеж в Унгария, оглавен от Бела Кун, който провъзгласява създаването на Унгарска съветска република. Отделно от това избухва Чехословашко-унгарска война. През 1919 г. в Трансилвания е открит румънско-унгарски фронт, а през лятото на същата година, румънците достигат Будапеща. Комунистическото правителство на Унгария е свалено, реда в Унгария е възстановен от румънската армия, а след подписване на Трианонския договор, присъединяването на Трансилвания към Румъния е узаконено и de jure.